# Soum (Nanoro)
Pour les articles homonymes, voir Soum.
Soum est une localité située dans le département de Nanoro de la province de Boulkiemdé dans la région Centre-Ouest au Burkina Faso.

## Histoire
Depuis 2005, la localité est jumelée avec la commune française de Bram[réf. nécessaire].

## Éducation et santé
La commune accueille un centre de santé et de protection sociale (CSPS).